# Sikandar (Film)

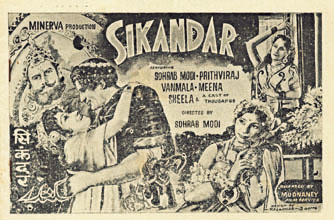
Filmplakat

Sikandar (Urdu: سِکندر; Hindi: सिकन्दर) ist ein indischer Historienfilm von Sohrab Modi aus dem Jahr 1941. Im Zentrum des Films steht die Schlacht am Hydaspes zwischen den Heeren Alexander des Großen und König Porus'.

## Handlung
Das Jahr 326 v. Chr.: Sikandar (Alexander der Große) hat Persien und das Kabul-Tal erobert und steht vor Indien. Am Fluss Jehlam (Hydaspes) stoppt der König Porus aus dem Panjab mit seinen Truppen das Vorrücken der mazedonischen Armee.
Sikandar ignoriert den Rat seines Lehrers Aristoteles und verliebt sich in die Perserin Rukhsana. In Sorge um Sikanders Leben, lässt sie sich von Porus versprechen, dass dieser Sikander keinen Schaden zufügen wird.
In der Schlacht gegen die makedonische Armee verliert Porus seinen Sohn Amar und wird selbst gefangen genommen. Eine wohl durchdachte Gerichtsverhandlung folgt, als Porus vor Sikandar in die Verhandlung eintritt. Von Porus Tapferkeit beeindruckt, schließen beide Könige Freundschaft. Sikandar entlässt Porus in die Freiheit und zieht sich vom Jehlam zurück.

## Hintergrund
„Sikandar“ ist die indische Namensform von „Alexander“.
Der Film wurde von Modis Filmgesellschaft Minerva Movietone produziert.

## Kritik
Der deklamatorische Stil der Dialoge steht in der Tradition des parsischen Theaters. Modi und Kapoor geben hier ihrer theatralischen Neigung nach. Zu den Höhepunkten des Films gehören die Schlachtenszenen mit Pferden und Elefanten.